# Gran Premio di superbike di Sugo 1996
Il Gran Premio di Superbike di Sugo 1996 è stata la nona prova su dodici del Campionato mondiale Superbike 1996, è stato disputato il 25 agosto sul Circuito di Sugo e ha visto la vittoria di Yuichi Takeda in gara 1, mentre la gara 2 è stata vinta da Takuma Aoki.

## Risultati

### Gara 1

#### Arrivati al traguardo[3]
| Pos. | Nº | Pilota               | Motocicletta | Tempo     | Griglia | Punti |
| ---- | -- | -------------------- | ------------ | --------- | ------- | ----- |
| 1º   | 53 | Yuichi Takeda        | Honda        | 38:30.054 | 3º      | 25    |
| 2º   | 57 | Noriyuki Haga        | Yamaha       | +0:00.086 | 9º      | 20    |
| 3º   | 5  | Wataru Yoshikawa     | Yamaha       | +0:02.299 | 2º      | 16    |
| 4º   | 2  | Troy Corser          | Ducati       | +0:04.382 | 1º      | 13    |
| 5º   | 11 | John Kocinski        | Ducati       | +0:06.252 | 5º      | 11    |
| 6º   | 3  | Aaron Slight         | Honda        | +0:11.702 | 13º     | 10    |
| 7º   | 51 | Norihiko Fujiwara    | Yamaha       | +0:13.199 | 4º      | 9     |
| 8º   | 1  | Carl Fogarty         | Honda        | +0:19.541 | 14º     | 8     |
| 9º   | 59 | Akira Ryō            | Kawasaki     | +0:20.215 | 15º     | 7     |
| 10º  | 58 | Shin'ya Takeishi     | Kawasaki     | +0:22.217 | 17º     | 6     |
| 11º  | 50 | Takuma Aoki          | Honda        | +0:22.343 | 11º     | 5     |
| 12º  | 17 | Keiichi Kitagawa     | Suzuki       | +0:23.695 | 6º      | 4     |
| 13º  | 9  | Neil Hodgson         | Ducati       | +0:33.794 | 19º     | 3     |
| 14º  | 10 | John Reynolds        | Suzuki       | +0:33.946 | 18º     | 2     |
| 15º  | 65 | Tamaki Serizawa      | Suzuki       | +0:38.988 | 23º     | 1     |
| 16º  | 52 | Katsuaki Fujiwara    | Suzuki       | +0:41.303 | 24º     |       |
| 17º  | 36 | Kirk McCarthy        | Suzuki       | +0:48.741 | 27º     |       |
| 18º  | 54 | Makoto Suzuki        | Ducati       | +0:48.971 | 21º     |       |
| 19º  | 66 | Takahiro Sohwa       | Honda        | +0:56.320 | 28º     |       |
| 20º  | 67 | Mike Hale            | Ducati       | +0:56.946 | 29º     |       |
| 21º  | 63 | Katsunori Hasegawa   | Yamaha       | +1:03.328 | 26º     |       |
| 22º  | 8  | Piergiorgio Bontempi | Kawasaki     | +1:14.112 | 25º     |       |
| 23º  | 62 | Hideo Senmyo         | Honda        | +1:35.571 | 33º     |       |
| 24º  | 18 | Igor Jerman          | Kawasaki     | +1 giro   | 34º     |       |

#### Ritirati
| Nº | Pilota              | Motocicletta | Giri     | Griglia |
| -- | ------------------- | ------------ | -------- | ------- |
| 60 | Akira Yanagawa      | Kawasaki     | +2 giri  | 7º      |
| 41 | Michaël Paquay      | Ducati       | +3 giri  | 32º     |
| 61 | Shoichi Tsukamoto   | Kawasaki     | +6 giri  | 22º     |
| 38 | Ioannis Boustas     | Ducati       | +9 giri  | 35º     |
| 6  | Simon Crafar        | Kawasaki     | +10 giri | 8º      |
| 55 | Yukio Nukumi        | Ducati       | +11 giri | 16º     |
| 16 | Paolo Casoli        | Ducati       | +24 giri | 30º     |
| 7  | Pierfrancesco Chili | Ducati       | +24 giri | 10º     |

### Gara 2

#### Arrivati al traguardo[4]
| Pos. | Nº | Pilota               | Motocicletta | Tempo     | Griglia | Punti |
| ---- | -- | -------------------- | ------------ | --------- | ------- | ----- |
| 1º   | 50 | Takuma Aoki          | Honda        | 38:18.759 | 11º     | 25    |
| 2º   | 11 | John Kocinski        | Ducati       | +0:00.554 | 5º      | 20    |
| 3º   | 3  | Aaron Slight         | Honda        | +0:13.390 | 13º     | 16    |
| 4º   | 1  | Carl Fogarty         | Honda        | +0:13.960 | 14º     | 13    |
| 5º   | 51 | Norihiko Fujiwara    | Yamaha       | +0:14.836 | 4º      | 11    |
| 6º   | 59 | Akira Ryō            | Kawasaki     | +0:15.923 | 15º     | 10    |
| 7º   | 58 | Shin'ya Takeishi     | Kawasaki     | +0:16.240 | 17º     | 9     |
| 8º   | 5  | Wataru Yoshikawa     | Yamaha       | +0:16.538 | 2º      | 8     |
| 9º   | 2  | Troy Corser          | Ducati       | +0:23.256 | 1º      | 7     |
| 10º  | 17 | Keiichi Kitagawa     | Suzuki       | +0:23.574 | 6º      | 6     |
| 11º  | 6  | Simon Crafar         | Kawasaki     | +0:28.988 | 8º      | 5     |
| 12º  | 10 | John Reynolds        | Suzuki       | +0:33.344 | 18º     | 4     |
| 13º  | 55 | Yukio Nukumi         | Ducati       | +0:39.017 | 16º     | 3     |
| 14º  | 9  | Neil Hodgson         | Ducati       | +0:43.091 | 19º     | 2     |
| 15º  | 65 | Tamaki Serizawa      | Suzuki       | +0:44.715 | 23º     | 1     |
| 16º  | 52 | Katsuaki Fujiwara    | Suzuki       | +0:53.613 | 24º     |       |
| 17º  | 54 | Makoto Suzuki        | Ducati       | +0:53.996 | 21º     |       |
| 18º  | 36 | Kirk McCarthy        | Suzuki       | +0:54.549 | 27º     |       |
| 19º  | 56 | Hitoyasu Izutsu      | Ducati       | +0:55.497 | 20º     |       |
| 20º  | 8  | Piergiorgio Bontempi | Kawasaki     | +0:55.541 | 25º     |       |
| 21º  | 61 | Shoichi Tsukamoto    | Kawasaki     | +0:59.375 | 22º     |       |
| 22º  | 67 | Mike Hale            | Ducati       | +1:05.473 | 29º     |       |
| 23º  | 62 | Hideo Senmyo         | Honda        | +1 giro   | 33º     |       |
| 24º  | 18 | Igor Jerman          | Kawasaki     | +1 giro   | 34º     |       |
| SQ   | 57 | Noriyuki Haga        | Yamaha       | +0:13.220 | 9º      |       |

#### Ritirati
| Nº | Pilota             | Motocicletta | Giri     | Griglia |
| -- | ------------------ | ------------ | -------- | ------- |
| 53 | Yuichi Takeda      | Honda        | +6 giri  | 3º      |
| 66 | Takahiro Sohwa     | Honda        | +18 giri | 28º     |
| 63 | Katsunori Hasegawa | Yamaha       | +22 giri | 26º     |
| 38 | Ioannis Boustas    | Ducati       | +22 giri | 35º     |
| 16 | Paolo Casoli       | Ducati       | +25 giri | 30º     |